# Bradycinetulus ferrugineus
Bradycinetulus ferrugineus är en skalbaggsart som beskrevs av Palisot De Beauvois 1805. Bradycinetulus ferrugineus ingår i släktet Bradycinetulus och familjen Bolboceratidae. Inga underarter finns listade.